# هارو شیرانه
هارو شیرانه (انگلیسی: Haruo Shirane؛ زادهٔ ۱ ژانویهٔ ۱۹۵۱) اهل ایالات متحده آمریکا استاد ادبیات ژاپنی در دانشگاه کلمبیا  است.